# Ramal Rockaway Beach
El Ramal Rockaway Beach o en inglés como Rockaway Beach Branch fue una línea ferroviaria operada y propiedad del Ferrocarril de Long Island en Queens, Nueva York, Estados Unidos. La línea salía de Main Line en Whitepot Junction en Rego Park, dirigiéndose hacia el sur vía Ozone Park cruzando la bahía Jamaica hasta Hammels en the Rockaways, girando al oeste en una terminal en Rockaway Park. A lo largo del camino, se encontraba con el Ramal Montauk cerca de Glendale, el Ramal Atlantic cerca de Woodhaven, y el Ramal Far Rockaway en Hammels. Después de un incendio en 1950, el puente de la bahía Jamaica fue cerrado, y la línea al sur de Ozone Park fue vendida a la ciudad, siendo revitalizada y conectada al Metro de Nueva York como la línea Rockaway. 

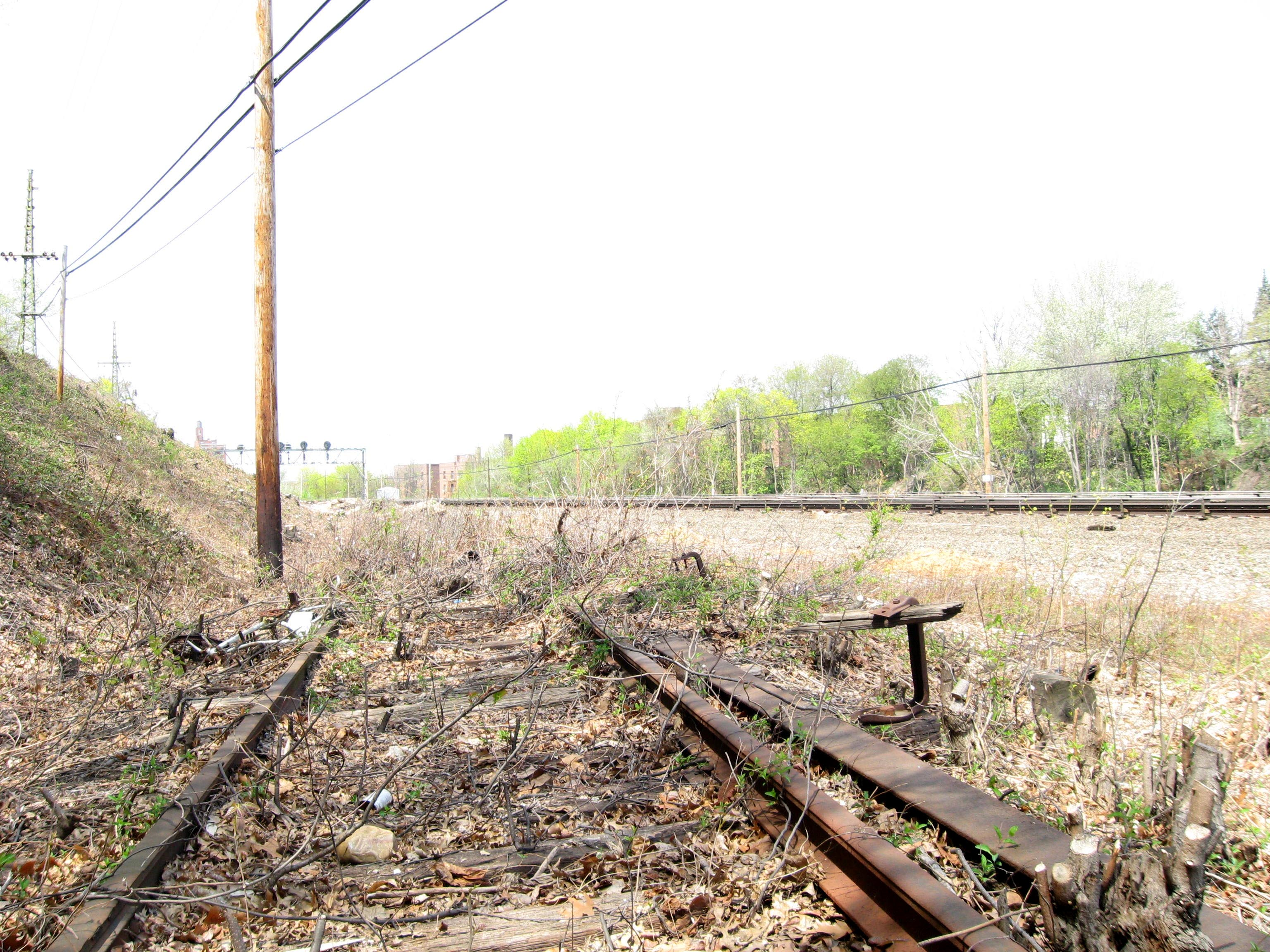
Vías en sentido sur en White Pot Junction

## Lista de estaciones
| Millas | Nombre                             | Apertura                 | Clausura             |
| ------ | ---------------------------------- | ------------------------ | -------------------- |
|        | Rego Park                          | Mayo de 1928             | 8 de junio de 1962   |
|        | Parkside                           | 15 de septiembre de 1927 | 8 de junio de 1962   |
|        | Brooklyn Hills                     | 1882                     | 1911                 |
|        | Brooklyn Manor                     | 9 de enero de 1911       | 8 de junio de 1962   |
|        | Woodhaven Junction                 | en 1893                  | 8 de junio de 1962   |
|        | Ozone Park                         | 1883                     | 8 de junio de 1962   |
|        | Aqueduct                           | 1883                     | 3 de octubre de 1955 |
|        | Howard Beach earlier Ramblersville | 1905                     | 27 de junio de 1955  |
|        | Hamilton Beach                     | 16 de octubre de 1919    | 27 de junio de 1955  |
|        | Howard                             | 1905                     |                      |
|        | Goose Creek                        | 1888                     | Septiembre de 1935   |
|        | The Raunt                          | 1888                     | 23 de mayo de 1950   |
|        | Broad Channel                      | 1900                     | 23 de mayo de 1950   |
|        | Beach Channel                      |                          | 31 de mayo de 1905   |
|        | Hammels antes Hammel               | 26 de agosto de 1880     | 1941                 |
|        | Holland                            | 26 de agosto de 1880     | 3 de octubre de 1955 |
|        | Playland antes Steeplechase        | Abril de 1903            | 3 de octubre de 1955 |
|        | Seaside                            | 26 de agosto de 1880     | 3 de octubre de 1955 |
|        | Rockaway Park                      | 26 de agosto de 1880     | 3 de octubre de 1955 |